# Nikos Karouzos
Nikos Karouzos (1926 — 1990) foi um escritor grego.